# Fromage canadien

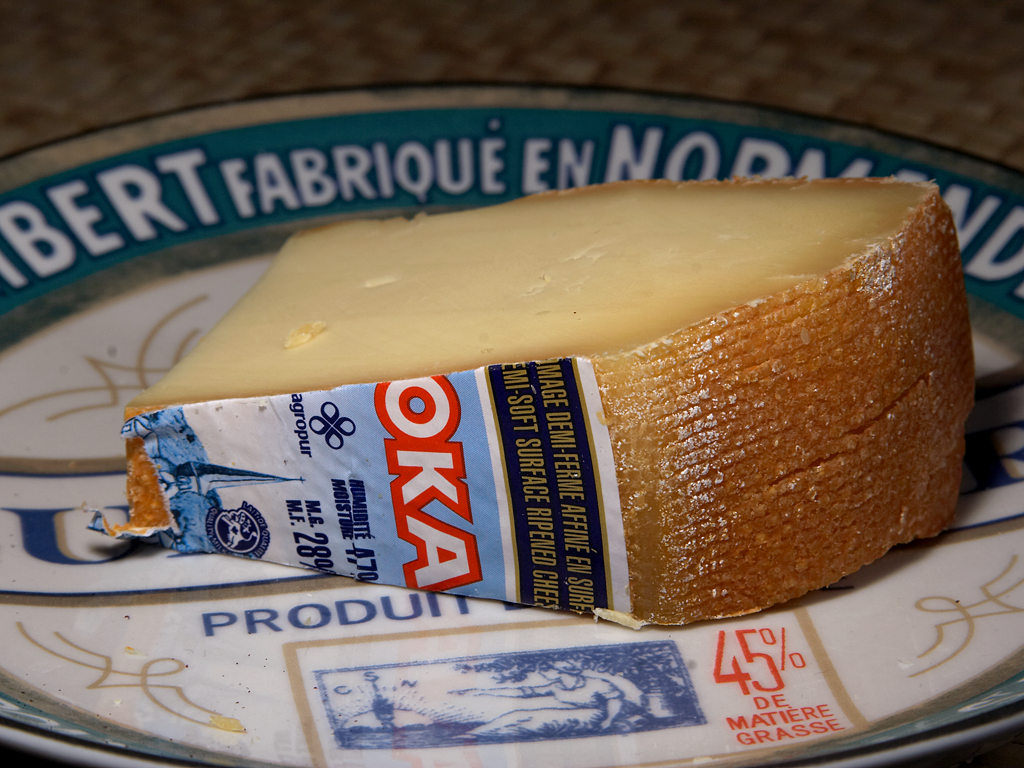
L'oka, un fromage à l'origine attribué aux moines trappistes d'Oka, Québec, Canada.

Le fromage est produit au Canada depuis que Samuel de Champlain a importé des vaches de Normandie en 1608 ou 1610. On pense que la race bovine canadienne descend de ces vaches et d'autres importations normandes anciennes. La Nouvelle-France a développé des fromages à pâte molle et non affinée caractéristiques de sa métropole, la France. Plus tard, les colons britanniques et les loyalistes fuyant la Révolution américaine ont introduit des styles britanniques tels que le cheddar.

## Histoire
Les fromages canadiens étaient presque entièrement fabriqués à la ferme jusqu'en 1864, lorsqu'un Américain, Harvey Farrington, a commencé à acheter du lait canadien en quantités commerciales nécessaires à la fabrication industrielle de fromage. La première usine commerciale The Pioneer a été créée à Norwich, en Ontario, en 1864.
À la suite d'une épidémie de cécidomyie du blé au Canada au milieu du XIXe siècle, les agriculteurs de la province de l'Ontario ont commencé à se convertir en grand nombre à l'élevage laitier, et le cheddar était leur principal produit exportable (avant l'invention de la réfrigération électrique), étant même exporté vers le pays d'origine du fromage, l'Angleterre. En une seule année, en 1867, année de la Confédération canadienne, 200 fromageries sont créées dans la seule province de l'Ontario. En 1881, Édouard-André Barnard crée la première école de fromagerie en Amérique du Nord à Saint-Denis-De La Bouteillerie, au Québec. Une école laitière (la première du Canada) a ouvert ses portes en 1892 à Saint-Hyacinthe, au Québec, et en 1901, elle a produit des versions canadiennes expérimentales du camembert et de la feta. Au début du XXe siècle, il y avait 1 242 fabriques de cheddar en Ontario, et le cheddar était devenu le deuxième produit d'exportation du Canada, après le bois d'œuvre. Les exportations de cheddar totalisaient 234 000 000 livres ((106 000 000 kg) en 1904. Mais désormais, en 2012, le Canada est un importateur important de fromage, et un produit fromager fabriqué localement, le macaroni au fromage Kraft Dinner, est devenu le produit d'épicerie le plus populaire au Canada et le plat national de facto. James Lewis Kraft a grandi dans une ferme laitière en Ontario, avant de déménager à Chicago. Comme l'écrit l'écrivaine Sarah Champman, « bien que nous ne puissions pas entièrement imputer le déclin de l'artisanat du fromage au Canada à James Lewis Kraft, il a correspondu à l'essor de l'empire du fromage fondu de Kraft ».

## Production moderne du fromage
Les fromages canadiens sont classés en six catégories en fonction de leur teneur en eau, soit les fromages à pâte ferme, à pâte molle, à pâte demi-ferme, à pâte fraîche, à pâte persillée et à pâte dure, la plupart des fromages étant classés dans la catégorie des fromages à pâte ferme, à pâte molle ou à pâte demi-ferme. Le Canada produit actuellement plus de 1 050 variétés et marques de fromage. Plus de la moitié des fabricants de fromage sont situés au Québec. La Sélection Caseus est un concours annuel pour les fromages québécois qui a débuté en 1999. Il décerne chaque année des prix d'or, d'argent et de bronze ainsi que des prix dans diverses catégories.

## Québec
La fabrication du fromage a pris son essor au Québec à la fin du XIXe siècle, à la suite du traité de réciprocité canado-américain (en vigueur entre 1854 et 1866). À cette époque, les Québécois considéraient le fromage comme un luxe et n'en consommaient pas régulièrement. Le fromage québécois avait mauvaise réputation en Grande-Bretagne ; les consommateurs britanniques considéraient apparemment son terroir supposé catholique comme disqualifiant. En effet, le Québec a entrepris un programme spécial d'exportation en 1892 « dans le but d'illustrer [...] que le fromage du Québec était [sic] tout aussi bon, dans bien des cas, que le fromage de l'Ontario ». Jusqu'à la Première Guerre mondiale, le fromage du Québec était vendu au Royaume-Uni comme du fromage de l'Ontario.
Joseph-Édouard Caron, ministre de l'Agriculture au début du XXe siècle, a institué un régime d'inspection des fromageries et des beurreries de la province,.
En 2013, environ 700 variétés de fromages étaient produites au Québec, par plus de 100 fromagers. Le Québec a connu un boom dans la fabrication de fromage au tournant du millénaire ; de nombreux fromagers se sont installés entre 2001 et 2008.

### Sources
- Manon Boulianne, « Artisans du pays et imaginaires fromagers : la qualification des fromages fins du Québec comme produits de terroir », Anthropologie et Sociétés, vol. 37, no 2,‎ 2013, p. 213–231 (ISSN 0702-8997, DOI 10.7202/1017913ar )
- Jacques Saint-Pierre, Histoire de la Coopérative fédérée de Québec : l'industrie de la terre, Presses Université Laval, 1997 (ISBN 978-2-89224-268-3, lire en ligne)